# Zoran Cvjetković
 (août 2023).
Zoran Cvjetković (Ζόραν Τσβέτκοβιτς), né le 24 mai 1990, à Sarajevo (Bosnie-Herzégovine), est un ancien joueur franco-croate de basket-ball, agent et ancien directeur sportif de l’Aris Salonique.

## Biographie
Zoran Cvjetković naît à Sarajevo. Lorsqu'il a deux ans, sa famille déménage à Paris. Il pratique le basket et devient professionnel, jouant pour des clubs en France, en Autriche, en Allemagne et en Roumanie. Il évolue au poste de défenseur.
En octobre 2013, il s'engage pour la saison 2013-2014 avec le club du Concordia Chiajna, après avoir joué 11 matches au HKK Zrinjski Mostar.
Il est victime d'une blessure lors d'un match avec l'équipe de Cluj-Napoca, qui le contraint à mettre fin à sa carrière.
Il est directeur sportif du club de l'ArisBC de 2018 à 2020.

## Vie privée
En 2018, la mannequin et animatrice de télévision Ana Bavrka aborde dans une interview avec le magazine Azra sa relation avec Zoran Cvjetković, qui dure depuis 2010. Ils se fiancent en 2022, après plus de dix ans de relation.